# 諸白
諸白（もろはく） とは、日本酒の醸造において、麹米と掛け米（蒸米）の両方に精白米を用いる製法の名、または、その製法で造られた透明度の高い酒のことであり、今日でいう清酒とほぼ等しい酒のこと。一方で、麹米は玄米のままで、掛け米（蒸米）だけに精白米を用いる製法の名、またはその製法で造られた酒のことを片白（かたはく）という。麹米、掛け米ともに精白しなければ並酒（なみざけ）と呼ばれた。
平安時代からは日本酒は大寺院で製造されるようになり僧坊酒と呼ばれた。室町時代に奈良の正暦寺は、諸白仕込み・三段仕込み・菩提酛造り・火入れなどの近代の日本酒造りの基礎となる製法を完成させており、しばしば正暦寺は「清酒発祥の地」「日本酒発祥の地と呼ばれる」。このような奈良の寺院が造った僧坊酒は「南都諸白（なんともろはく）」と呼ばれ高い名声を誇った。それは、まるで今日の純米大吟醸酒のように、もっとも高級な清酒の呼び名として長らく名声をほしいままにした。
やがて堺、天王寺、京都など近畿各地に、それぞれの地名を冠した「○○諸白」なる酒銘が多数誕生し、江戸時代に入ると上方から江戸表へ送る下り酒の諸白を「下り諸白」と称した。
「諸白」という語は、日本へキリスト教布教にやってきたイエズス会宣教師たちが編纂した『日葡辞書』（1603年）に収められ、語義は「日本で珍重される酒で、奈良でつくられるもの」とされている。諸白という製法にまでは触れられていない。なお、この項目はポルトガル語からさらにスペイン語に翻訳された。
江戸時代は、昭和時代に存在した法制化した日本酒級別制度はないが、いちおう消費者の目安として、
上級 <（御膳酒 -） 諸白 - 片白 - 並酒 > 下級
といった商品ランク意識があったことには疑いを容れない。
諸白の技術の発達は、とうぜん精米技術と密接な関わりを持つ。江戸時代初期までは、精米は臼（うす）と杵（きね）、せいぜい足踏み式の唐臼（からうす）で行なっていたので、吟醸酒などを造り出す今日の精米歩合から比べればはるかに低かった。
しかし江戸時代後期、灘において水車を使う大規模で高度な精米技術が生まれ、そのため灘は産する酒の質においても先発であった伊丹や池田を凌駕するに至った。